# Camper Mitzvah

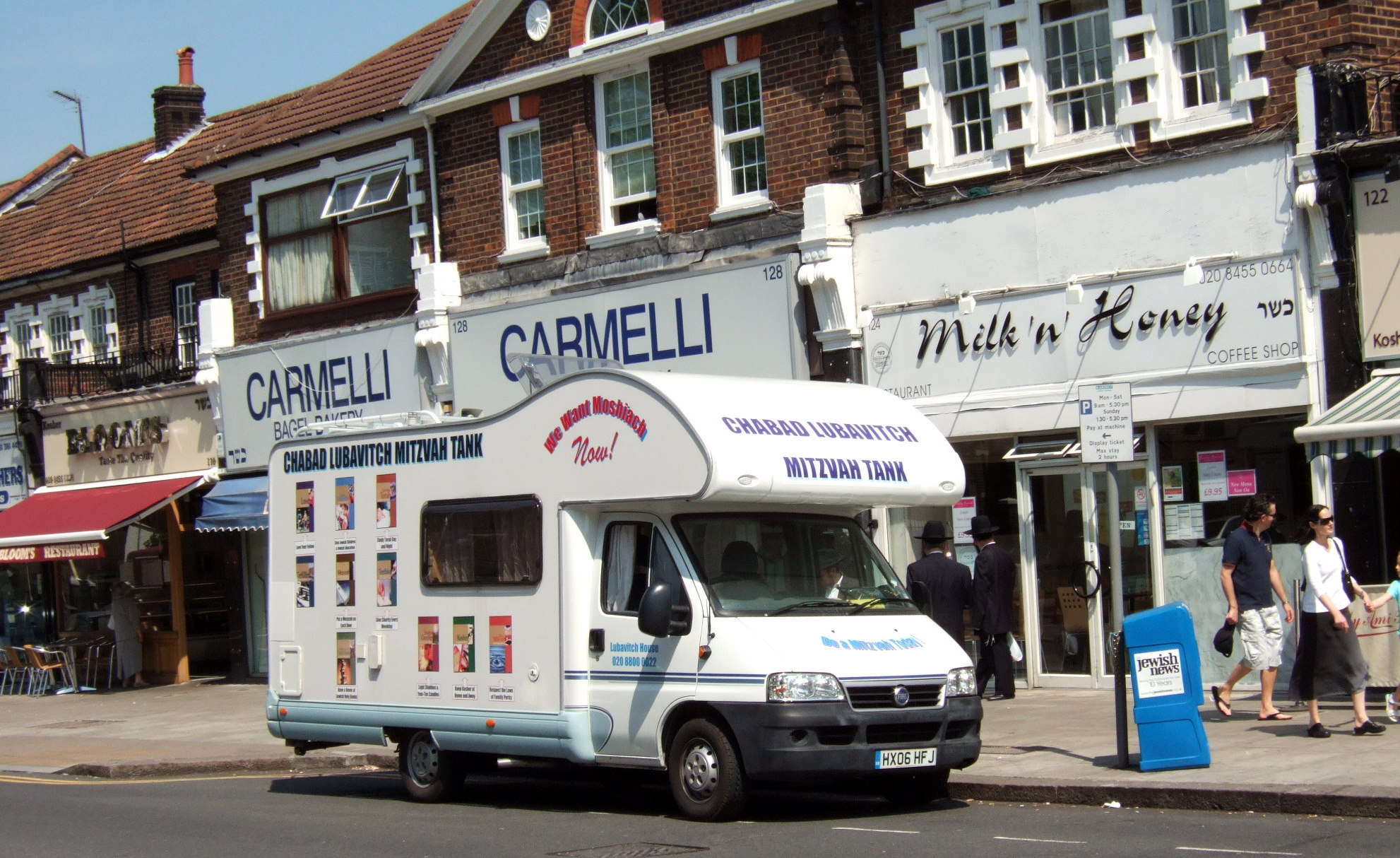
Un Camper Mitzvah a Golders Green, Londra

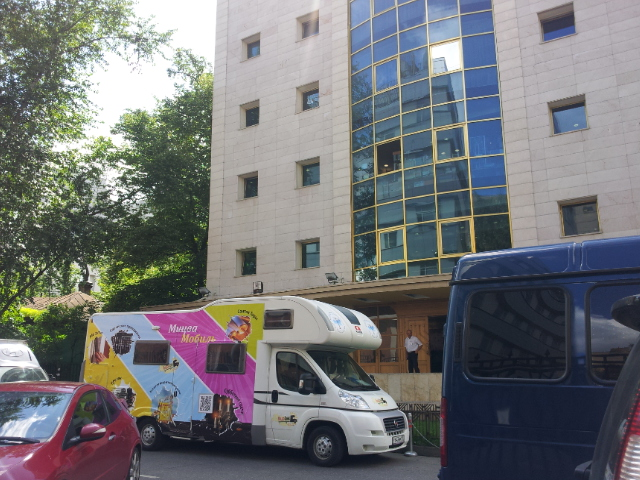
Mitzvah serbatoio all'ingresso di Mosca Jewish Community Center - Chabad Lubavitch, giugno 2013

Il Camper Mitzvah (chiamato in ingl. Mitzvah Tank, lett. "Carro Mitzvah") è un veicolo usato dai chassidim ebraico-ortodossi Chabad come "centro mobile educativo e assistenziale" e anche "mini-sinagoga", per raggiungere gli ebrei non-osservanti ed estraniati.  Questi Camper Mitzvah hanno circolato per le strade di New York City dal 1974. Attualmente si trovano in circolazione in tutto il mondo, ovunque sia attivo il movimento Chabad-Lubavitch.

## Terminologia
La parola Mitzvah significa "comandamento" della Torah nell'Ebraismo ortodosso, ma possiede anche la connotazione di "buona azione". I fedeli Lubavitch usano questi e camper per diffondere gli insegnamenti dell'ebraismo tra le masse ebree in un modo quasi "militare", dove "campagne" e "battaglie" sono affrontate - ecco quindi il perché dei camper chiamati in inglese tank (carro, carro armato)".
Tale strategia di "campagne" e "carri itineranti" fu organizzata e incoraggiata dal settimo Rebbe di Chabad Lubavitch, Rabbi Menachem Mendel Schneerson (1902–1994).

## Descrizione

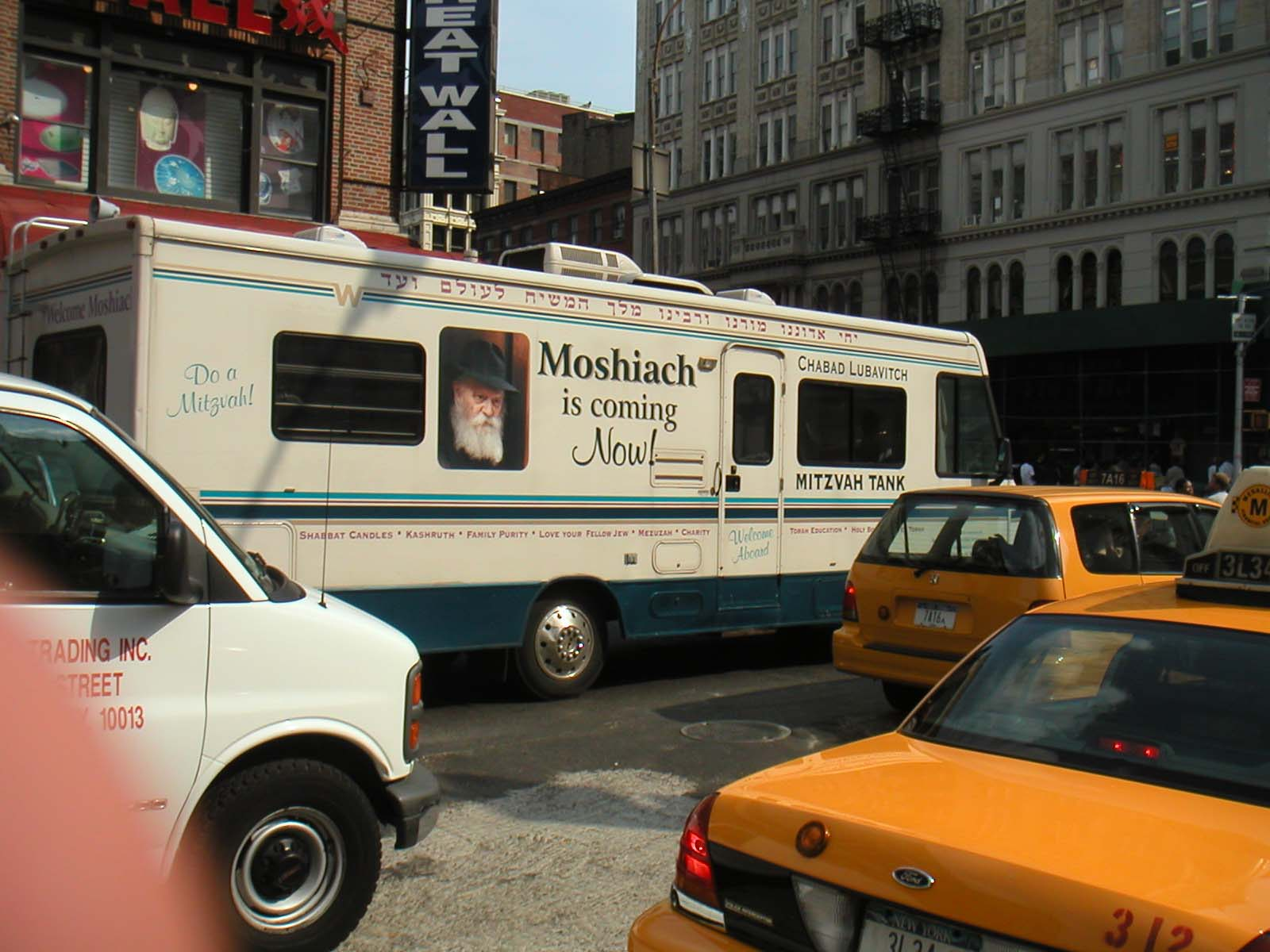
Un Camper Mitzvah a New York

I Camper Mitzvah sono di solito delle autocaravan, ma possono essere anche roulotte, camioncini, rimorchi e simili. Durante le festività di Sukkot, questi veicoli vengono equipaggiati con Sukkah portatili. I camper vengono messi in azione durante le vigilie delle principali feste ebraiche e nei venerdì prima dello Shabbat. I camper mettono spesso in mostra grandi scritte o emblemi sulle pareti, illustrando certi aspetti dell'ebraismo o immagini di Rabbi Schneerson. Alcuni Camper Mitzvah hanno degli altoparlanti installati esternamente ed usati per diffondere musica klezmer. I camper, normalmente guidati da giovani studenti Chabad della Yeshiva Tomchei Temimim, parcheggiano in zone di molto traffico pedonale e cercano di identificare gli ebrei e fare una Mitzvah, chiedendo ai passanti: "Lei è ebreo?"

## Scopo
I chassidim Chabad che gestiscono il camper, di solito distribuiscono opuscoli o schede con informazioni su come eseguire mitzvot. Incoraggiano i passanti ad eseguire mitzvot e assistono coloro che sono disposti a svolgere rituali religiosi, come ad esempio l'imposizione dei tefillin (filatteri) per uomini e ragazzi che hanno passato il Bar mitzvah; inoltre distribuiscono a donne e ragazze candele e istruzioni sulla loro accensione in onore del Shabbat. Durante la festa di Chanukah vengono consegnate molte menorah con candele, permettendo così a molte persone di portare la luce della Chanukah in casa propria. Alcuni camper, sempre durante questa festa, offrono anche cibi tradizionali ebraici, come le ciambelle e i bomboloni.